# Deropolítissa
Deropolítissa (grec moderne : Δεροπολίτισσα, Fille de Dropull) est un chant folklorique polyphonique grec, populaire dans la région de Dropull, dans le sud de l'Albanie. Il est également chanté par le reste des Grecs d'Albanie, ainsi que dans certaines régions de Grèce.

## Contexte et popularité
La chanson fait référence à la période de l'occupation ottomane (XVe–XIXe siècle) et est une complainte inspirée par les persécutions subies par la population grecque chrétienne pendant cette période, où des conversions forcées, ainsi que des islamisations ont lieu par les autorités ottomanes.
Deropolítissa est une chanson représentative de la région de Dropull, dans le district de Gjirokastër, dans le sud de l'Albanie. Cette chanson est également chantée par l'ensemble des communautés grecques vivant dans certaines parties du sud de l'Albanie, connues sous le nom d'Épire du Nord, ainsi que dans certaines parties de la Grèce, comme dans le village de Ktísmata, dans le dème de Pogóni, à proximité de la frontière gréco-albanaise.

## Chanson
Le chant est interprété dans un tempo 3/4 de 4/4 (2-2), mais aussi en 5/8. Le premier soliste (le partis) chante de manière narrative, tandis que les autres membres de l'ensemble, à savoir le second soliste, le spiner et l'isokratès, assurent le soutien vocal.
Deropolítissa est dansée à la manière d'un syrtos en deux cercles.

## Paroles
Les chanteurs exhortent leur compatriote chrétienne, une fille originaire de Dropull, à ne pas imiter leur exemple mais à garder sa foi et à prier pour eux à l'église. Une partie du couplet se lit comme suit :
| Français | Grec |
| --- | --- |
| ...et va à l'église avec des lampes et des bougies et avec de l'encens odorant et prie pour nous aussi car la Turquie nous a saisis, ainsi que toute l'Arvanitiá (Albanie), pour nous emmener dans les mosquées, et nous massacrer comme des agneaux, comme des agneaux à la Pâques comme des chèvres à la Saint-Georges | σύ (ντ)α πας στην εκκλησιά, με λαμπάδες με κεριά, και με μοσκοθυμιατά, για προσκύνα για τ’ εμάς, τι μας πλάκωσε η Τουρκιά, κι όλη η Αρβανιτιά, και μας σέρνουν στα Τζαμιά, και μας σφάζουν σαν τ’ αρνιά, σαν τ’ αρνιά την Πασχαλιά. σαν κατσίκια τ’ Αγιωργιού. |